# 82 км Льнозавод
82 км Льнозавод (рос. 82 км Льнозавод) — населений пункт (тип: залізнична платформа) у Тогучинському районі Новосибірської області Російської Федерації.
Входить до складу муніципального утворення Буготацька сільрада. Населення становить 27 осіб (2010).

## Історія
Згідно із законом від 2 червня 2004 року органом місцевого самоврядування є Буготацька сільрада.

## Населення
| 2002 | 2007 | 2010 |
| ---- | ---- | ---- |
| 42   | ↘39  | ↘27  |